# Skoczów (Dygowo)
Skoczów (deutsch Schötzow) ist ein Dorf in der Woiwodschaft Westpommern in Polen. Es gehört zur Gmina Dygowo (Landgemeinde Degow) im Powiat Kołobrzeski (Kolberger Kreis).

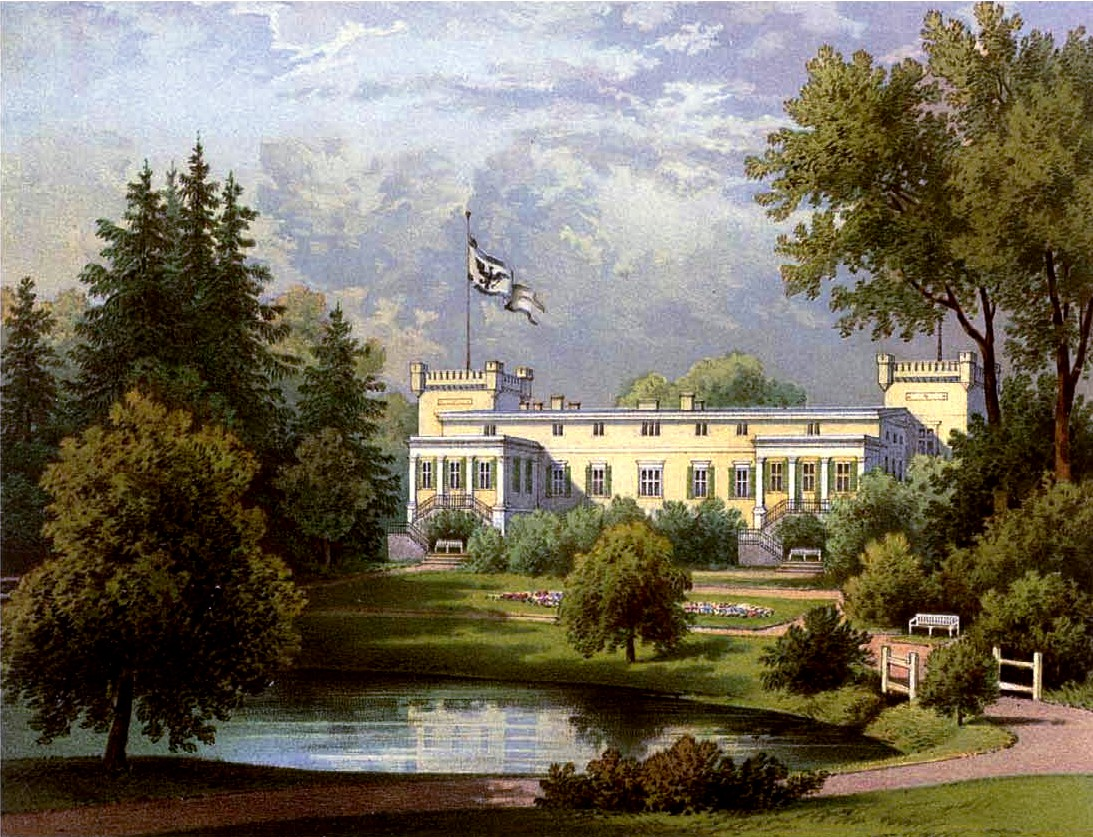
Gutshaus in Schötzow im 19. Jahrhundert, Sammlung Duncker

## Geographische Lage
Das Dorf liegt in Hinterpommern, etwa 115 Kilometer nordöstlich von Stettin und etwa 20 Kilometer südöstlich von Kołobrzeg (Kolberg).
Die nächsten Nachbarorte sind im Westen Jażdże (Jaasder Katen), im Nordosten Wyganowo (Kuhhagen), im Südosten Mierzyn (Alt Marrin) und im Südwesten Wrzosowo (Fritzow).

## Geschichte
Das Dorf wurde im Mittelalter während der Deutschen Ostsiedlung in der Form eines Angerdorfes angelegt, indem drei slawische Siedlungen namens Zambove, Zeliciz und Speprav zu einer damals modernen Dorfform zusammengelegt wurden. Das Dorf wurde erstmals im Jahre 1276 erwähnt, als der Bischof von Cammin, Hermann von Gleichen, dem Kolberger Domkapitel seine Besitzungen bestätigte. Hierzu gehörte auch der Zehnte aus dem damals „Schotsow“ genannten, wohl einige Jahre zuvor angelegten Dorf.
Im Jahre 1429 erschien das Dorf im Besitz des Nonnenklosters zu Kolberg.
Nach der Reformation kam Schötzow in den Lehnsbesitz der adligen Familie von Sager, eines kleinen pommerschen Adelsgeschlechts. Nach dem Erlöschen dieser Familie wurde Schötzow als neues Lehen an den brandenburg-preußischen Offizier Caspar Seibert vergeben, der später als Caspar von Cronenfels geadelt wurde. 1750 wurde Schötzow allodifiziert. Die Nachfahren von Caspar von Cronenfels verkauften im Jahre 1781 Schötzow an den damaligen Kammergerichtsrat Ludwig Wilhelm August von Gerlach und dessen Bruder Carl Friedrich Leopold von Gerlach.
In Ludwig Wilhelm Brüggemanns Ausführlicher Beschreibung des gegenwärtigen Zustandes des Königlich-Preußischen Herzogtums Vor- und Hinterpommern (1784) ist Schötzow unter den adeligen Gütern des Fürstentums Cammin aufgeführt. Damals gab es in Schötzow ein Vorwerk im Dorf, ein in der Feldmark gelegenes Vorwerk (das wohl Anfang des 18. Jahrhunderts angelegte Vorwerk Schötzow), eine Windmühle, fünf Bauernstellen und drei Kossäten, insgesamt 22 Haushaltungen („Feuerstellen“).
Im Laufe des 19. Jahrhunderts wechselte Schötzow mehrmals den Besitzer und kam auch in bürgerliche Hände, bis es 1884 von einem Angehörigen der adligen Familie  Blanckenburg erworben wurde. Im Besitz der Familie Blanckenburg blieb das Gut bis 1945. Unter den Besitzern war Richard von Blanckenburg (* 1854; † 1926), Mitglied des Preußischen Herrenhauses.
Seit dem 19. Jahrhundert bestanden der größere Gutsbezirk Schötzow und die kleinere Landgemeinde Schötzow nebeneinander. Mit Stand 1905 umfasste der Gutsbezirk Schötzow 763 Hektar Land und zählte 214 Einwohner, die Landgemeinde Schötzow nur 161 Hektar Land und 71 Einwohner. Mit der Auflösung der Gutsbezirke in Preußen wurde der Gutsbezirk Schötzow im Jahre 1928 in die Landgemeinde Schötzow eingegliedert.
Schötzow lag bis 1872 im Kreis Fürstenthum und kam mit dessen Aufteilung zum Kreis Kolberg-Körlin. Zur Gemeinde gehörte vor 1945 neben Schötzow der Wohnplatz Vorwerk Schötzow.
1945 kam Schötzow, wie ganz Hinterpommern, an Polen. Die Einwohner mussten vielfach Zwangsarbeit für die Sowjetmacht und für Polen leisten und wurden überwiegend im Jahre 1947 vertrieben; in den 1970er Jahren lebte noch eine deutsche Familie im Dorf. Der Ortsname wurde zu „Skoczów“ polonisiert. Heute gehört der Ort zur Gmina Dygowo (Landgemeinde Degow).

## Gutshaus
Das Gutshaus, von der Bevölkerung Schloss genannt, ist ein repräsentativer Bau im Stil der Neugotik. An der Parkseite befindet sich ein Eckturm, die Vorderfront hat zwei Vorbauten.

## Entwicklung der Einwohnerzahlen
- 1816: 138 Einwohner[4]
- 1855: 301 Einwohner[4]
- 1885: 273 Einwohner[4]
- 1905: 285 Einwohner[4]
- 1919: 263 Einwohner[4]
- 1933: 271 Einwohner[4]
- 1939: 248 Einwohner[4]